# Зилан Тигрис
Зилан Тигрис (на арменски: Զիլան Տիգրիս) е турска певица от арменски произход.

## Биография
Родена е през 1972 г. в град Диарбекир, Турция. Родена е в семейство на арменци, чиито деди по време на арменския геноцид претърпяват разорение и се установяват в Диарбекир. Тя завършва средното си образование в Диарбекир. По време на музикалната си кариера в продължение на тридесет години, която започва през 1989 г. и продължава до смъртта ѝ през 2023 г., тя интерпретира главно произведения в стила на кюрдската народна музика. През 1992 и 1998 г. издава първите си кюрдски албуми. През 1989 г. основава първия детски хор в Диарбекир, а през 2005 г. и първия женски хор в града. Зилан Тигрис взима участие в програмата „Ари тун“, организирана от Министерството на диаспората през 2015 г., като в рамките на тази програма посещава Армения и изпълнява произведения на кюрдски, турски и арменски език.
Зилан Тигрис се омъжва за актьора Чагдаш Чанкая, от когото има син на име Арат Баръш.
Тя умира на 51-годишна възраст по време на разрушителното земетресение в Турция и Сирия през 2023 г., след като е затисната под развалините в резултат на срутването на сградата, в която тя отсяда със семейството си в Диарбекир на 6 февруари 2023 г. С нея загива съпругът ѝ, актьорът Чагдаш Чанкая, и техният син Арат Баръш. Телата им са извадени на 9 февруари 2023 г. и са погребани в гробището „Йеникьой“ в Диарбекир на 13 февруари 2023 г.